# Bittium gliberti
Bittium gliberti is een uitgestorven slakkensoort uit de familie van de Cerithiidae. De wetenschappelijke naam van de soort is voor het eerst geldig gepubliceerd in 2016 door Van Dingenen, Ceulemans & Landau.